# 喀山桥

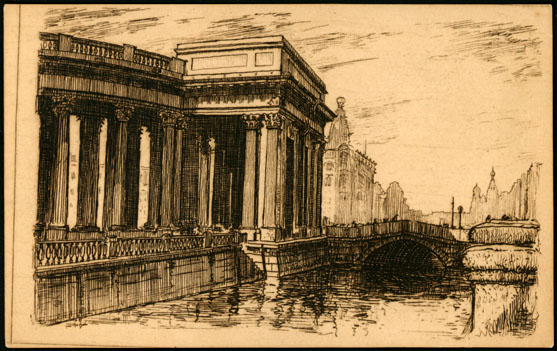
1890年明信片上的喀山桥

喀山桥（羅馬化：Kazansky most）是俄罗斯圣彼得堡的一座桥梁，跨格里博耶多夫运河。从1766年到1830年曾用名罗杰斯特汶斯基桥 （Рождественский мост），从1923年到1944年名为普列汉诺夫桥 (мост Плеханова).它因靠近喀山大教堂而得名。该桥长18.8米，宽95.5米，其宽度在圣彼得堡的桥梁中居第二位，仅次于蓝桥，是全市最低的一座桥，因此也是唯一下面不能通船的桥。
该桥修建于1765–1766年，以取代过去的罗杰斯特汶斯基木桥（1716年）。
59°56′07″N 30°19′34″E / 59.9353°N 30.3262°E